# Jean-Baptiste Vuillaume
Pour les articles homonymes, voir Vuillaume.
Jean-Baptiste Vuillaume, né le 7 octobre 1798 à Mirecourt et mort le 19 mars 1875 dans le 17e arrondissement de Paris, est un luthier français.
Il fut non seulement l'un des meilleurs luthiers français du XIXe siècle,, mais aussi un personnage-clef de la lutherie. Sa vision était l'éthique et la beauté de l'école de Crémone. Son attention pour le plus petit détail de ses instruments lui ouvrit les voies d'une carrière exceptionnelle. C'est son père qui lui a appris les bases de la lutherie.

## Biographie
Il est le fils de Claude-François Vuillaume et d’Anne Le Claire, marchand luthier, messager de Mirecourt à Paris, petit-fils de Charles Francois Vuillaume et de Francoise Anne Besson, marchand luthier et arrière petit fils de  Nicolas-François dit Claude-François Vuillaume, compagnon luthier puis maître luthier à Mirecourt. 
Le 12 août 1818, il se rendit à Paris et travailla pour François Chanot et, en 1821, dans le magasin de Joseph Dominique Lette. En 1824, ils ouvrirent dans la rue Croix-des-Petits-Champs un atelier commun au nom de « Lette et Vuillaume ».
En 1827, il reçut sa première médaille d'argent à l'exposition mondiale de Paris et l'année suivante, en 1828, il s'installa à son compte dans la rue des Petits-Champs au no 46.
Vuillaume construisait des violons, des altos, des violoncelles, des contrebasses et des archets, ces instruments étaient des copies des grands maîtres de Crémone. Ses instruments étaient — et sont toujours — excellents, mais l'air du temps était alors (déjà) aux instruments anciens de maîtres italiens, et il en fut réduit, souvent, à copier. 
Pour trouver des tables ou des meubles anciens d'où il extrayait des bois idéaux, il entreprit plusieurs voyages en Suisse dans des petits villages montagnards. Toute sa vie il voulut se prouver que son niveau de connaissance et son renom étaient justifiés. Ainsi, durant sa carrière il participa souvent à des concours de son et remporta bon nombre de médailles d'or. Au fil du temps, Vuillaume devint un personnage central de la vie musicale parisienne.
Ses contacts avec Hector Berlioz, les solistes Niccolò Paganini, Henri Vieuxtemps, Jean Alard, Pablo de Sarasate, le violoncelliste belge Adrien-François Servais, le violoniste norvégien Ole Bull, ainsi que le chirurgien, physicien et chercheur en acoustique Félix Savart eurent une grande influence sur son travail. Vuillaume mit au point l'octobasse et un contre-alto, pour des œuvres de Berlioz.
Il entretenait une véritable fascination pour les instruments des luthiers de Crémone, dont sa boulimie d'instruments fit de lui le très grand spécialiste : les plus illustres violons, Stradivarius (Soil, Messie, Betts, La Pucelle, Alard, Dauphin, Sarasate, Chant du Cygne) ou Guarnerius Del Gesù (Stern, Alard) et de célèbres violoncelles (dont le Stradivarius Servais) sont passés par son atelier.
Il eut Karl Rudolf Koenig pour élève.
Il épouse Adèle Guesnet vers 1826. Ils ont deux filles jumelles nées le 30 juin 1827 :
- Marie-Claire (1827-?), épouse Eugène Mestayer, agent de change. De cette union naquit une fille : 
  - Louise Mestayer (1851-1926) ;
- Jeanne-Émilie (1827-1889), épouse Jean-Delphin Alard. De cette union naquirent deux filles :  
  - Jeanne-Marie-Delphine Alard (1850-1945), elle épouse l’artiste peintre Louis Félix Guesnet (1843-1907) le 8 avril 1872 à Paris 8e ;
  - Victorine-Adèle Alard (1853-1942), elle épouse Antoine-Henri Croué, fabricant de soieries, le 10 avril 1877 à Paris 8e.

Il est inhumé dans une chapelle de la 1re division, avenue des Polonais au cimetière de Montmartre, avec son épouse Marie-Adèle Guesnet (1806-1865) et son gendre Jean-Delphin Alard.

## Instrumentistes qui possèdent ou possédaient des Vuillaume
- Charles-Auguste de Bériot (1802-1870), appréciait ses archets
- Henri Vieuxtemps (1820-1881)
- Camillo Sivori (1815-1894)
- Joseph Joachim (1831-1907)
- Pablo Sarasate (1844-1908)
- Eugène Ysaÿe (1858-1931)
- Josef Suk (1874-1935)
- Jacques Thibaud (1880-1953)
- Fritz Kreisler (1875-1962)
- Isaac Stern (1920-2001)
- Josef Hassid (1926-1950)
- Ruggiero Ricci (1918-)
- Aaron Rosand (1927-)
- Gérard Poulet (1938-)
- Patrice Fontanarosa (1942-)
- André Rieu (1949-)
- Mark O'Connor (1961-)
- Angèle Dubeau (1962-)
- Pierre Lénert (1966-), altiste — « Comte Cheremetièv » (1865)
- Giovanni Radivo (1969-)
- Olivier Pons (1970-)
- Raphaël Chrétien (1972-), violoncelliste
- Manrico Padovani (1973) joue un Vuillaume 1870, copie du Messie (Stradivarius) et d'un Vuillaume de 1845 (copie du « Il Cannone » Guarnerius 1743 de Paganini)[7]
- Hilary Hahn (1979-)
- Hélène Collerette
- Nemanja Radulović (1985-)
- Quatuor Claudel-canimex (1989-)
- Lorenzo Gatto (1986-)
- Irène Duval (1992-), violoniste
- Quatuor Modigliani (2003-)
- Marie Béreau (Quatuor Manfred)
- Charlie Haden, contrebasse
- Guillaume Latour (1981-)
- Vilde Frang (1986-)
- Esther Abrami (1996-)

## Lycée Jean-Baptiste Vuillaume
Le lycée Jean-Baptiste Vuillaume de Mirecourt, sa ville natale, est un des seuls établissements proposant une formation de lutherie en France.

## Instrument
Jean Baptiste Vuillaume, violon, copie du Stradivarius Le Messie, Paris 1860 :

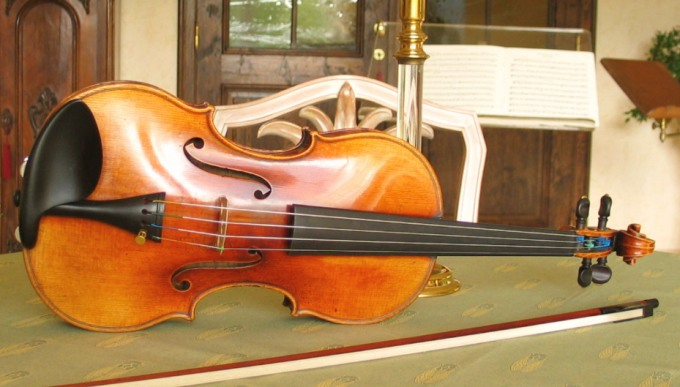
J.B. Vuillaume copie Guarnerius del Gesù de 1863.